# Emphylica
Emphylica és un gènere d'arnes de la família Crambidae descrit per Alfred Jefferis Turner el 1913. Conté només una espècie, Emphylica xanthocrossa, que es troba a Austràlia, on ha estat registrada des del Territori del Nord.